# Jaderná elektrárna Fu-čching
Jaderná elektrárna Fu-čching (čínsky pchin-jinem Fúqīng Hédiànzhàn, znaky zjednodušené 福清核电站) je provozní jadernou elektrárnou na východě Číny. Nachází se na pobřeží Východočínského moře v městském okrese Fu-čching v provincii Fu-ťien. Elektrárna disponuje celkovým hrubým výkonem 6667 MW a do sítě odesílá 6150 MW.

## Historie a technické informace

### Počátky
O výstavbě jaderné elektrárny v provincii Fu-ťien se poprvé uvažovalo v roce 1994. Jako možná místa byly k dispozici Chuej-an nebo Čchang-le. Ve stejném roce bylo rozhodnuto postavit elektrárnu v Šan-čchienu, nedaleko města Chuej-an. Měla to být třetí jaderná elektrárna v Čínské lidové republice po jaderných elektrárnách Ta-ja-wan a Čchin-šan. Areál navíc nabízel možnost postavit až šest jaderných reaktorů, což bylo žádoucí z hlediska rozšíření do budoucna. Původně bylo plánováno, že výstavba prvních dvou začne během devátého pětiletého plánu (1996 až 2000). Samotná provincie Fu-ťien však neměla dostatek financí, aby mohla elektrárnu vybudovat na vlastní náklady, proto bylo zváženo, že se do projektu zapojí zahraniční investoři prostřednictvím výbětového řízení. Experti však nevěřili, že projekt má velkou budoucnost, zvláště když se provincie Fu-ťien od roku 1984 pokoušela postavit jadernou elektrárnu, ale projekt selhal.
V roce 2004 došlo k pokusu postavit jadernou elektrárnu v rámci desátého pětiletého plánu (2001 až 2005). Byly plánovány dva tlakovodní reaktory o výkonu 1000 MW. Dne 15. února 2006 podepsala China National Nuclear Corporation smlouvu s China Huadian Corporation na výstavbu elektrárny s až šesti 1000 MW bloky. Obě společnosti se dohodly na vytvoření společného podniku pro výstavbu a provoz elektrárny. Nakonec byla elektrárna přesunuta do Fu-čchingu, protože je zde menší seismický risk a lepší podmínky, než v Chuej-anu.

### První fáze
Výstavba prvního bloku byla zahájena 21. listopadu 2008. Výstavba druhého bloku následovala 17. června 2009. Jedná se o čínské třísmyčkové tlakovodní reaktory, což znamená, že používají tři parogenerátory. Hrubý výkon obou bloků činí 1089 MW a čistý, který je odesílán do sítě je 1000 MW. Připojení k síti proběhlo 20. srpna 2014 a 6. srpna 2015. Komerční provoz byl zahájen 22. listopadu 2014 a 16. října 2015.

### Druhá fáze
Výstavba třetího bloku byla zahájena 31. prosince 2010 a čtvrtého bloku 17. listopadu 2012. Jedná se o čínské třísmyčkové tlakovodní reaktory, což znamená, že používají tři parogenerátory. Hrubý výkon obou bloků činí 1089 MW a čistý, který je odesílán do sítě je 1000 MW. Připojení k síti proběhlo 7. září 2016 a 29. července 2017. Komerční provoz byl zahájen 25. října 2016 a 17. září 2017.

### Třetí fáze
Třetí fáze měla původně obsahovat dva tlakovodní reaktory ACP-1000, které jsou konstrukčně podobné CNP-1000. Od roku 2011 čínská vláda zrušila stavební povolení v důsledku havárie elektrárny Fukušima Dajiči v Japonsku. Kvůli vládnímu tlaku na přechod na reaktory AP1000, který si CNNC nepřála, měla společnost na výběr buď uposlechnout anebo práce zastavit. Vzhledem k tomu, že by společnost změnou technologie oslabila svou vlastní pozici vývojáře reaktorů, byla v červenci 2013 zvolena možnost zmrazit projekt. Na základě rozhodnutí z roku 2011 spojit ACPR-1000 a ACP-1000 do jednotného a společného designu vznikl nový ACC1000. Byl představen v roce 2014 a určen jako návrh pro pátý a šestý blok, ale také pro třetí a čtvrtý blok elektrárny Fang-čcheng-kang. Zatímco technologie měla pocházet z Číny, reaktory této řady využívají řídicí systémy od společností Areva a Siemens. Dne 3. listopadu 2014 CNNC rozhodla, že Fu-čching bude první elektrárnou, kde budou tyto reaktory postaveny. Tyto reaktory se nazývají Hualong One a provedení od CGN se nazývá HPR1000. V dubdu 2015 obdržel pátý a šestý blok elektrárny Fu-čching souhlas od Státní rady.
Výstavba pátého bloku byla zahájena nalitím prvního betonu dne 7. května 2015. Šestý blok se začal stavět dne 22. prosince 2015. Jde o třísmyčkové tlakovodní reaktory Hualong one. Pátý blok disponuje hrubým elektrickým výkonem 1161 MW a čistým výkonem 1075 MW a šestý blok hrubým výkonem 1150 MW a čistým výkonem 1075 MW. Do sítě byly bloky připojeny ve dnech 27. listopadu 2020 a 1. ledna 2022. Komerční provoz byl zahájen 29. ledna 2021 a 25. března 2022.

## Informace o reaktorech
| Reaktor     | Typ reaktoru | Výkon   | Výkon   | Zahájení výstavby | Připojení k síti | Uvedení do provozu | Uzavření |
| Reaktor     | Typ reaktoru | Čistý   | Hrubý   | Zahájení výstavby | Připojení k síti | Uvedení do provozu | Uzavření |
| ----------- | ------------ | ------- | ------- | ----------------- | ---------------- | ------------------ | -------- |
| Fu-čching-1 | CNP-1000     | 1000 MW | 1089 MW | 21. 11. 2008      | 20. 8. 2014      | 22. 11. 2014       |          |
| Fu-čching-2 | CNP-1000     | 1000 MW | 1089 MW | 17. 6. 2009       | 6. 8. 2015       | 16. 10. 2015       |          |
| Fu-čching-3 | CNP-1000     | 1000 MW | 1089 MW | 31. 12. 2010      | 7. 9. 2016       | 24. 10. 2016       |          |
| Fu-čching-4 | CNP-1000     | 1000 MW | 1089 MW | 17. 11. 2012      | 29. 7. 2017      | 17. 9. 2017        |          |
| Fu-čching-5 | Hualong one  | 1075 MW | 1161 MW | 7. 5. 2015        | 27. 11. 2020     | 29. 1. 2021        |          |
| Fu-čching-6 | Hualong one  | 1075 MW | 1150 MW | 22. 12. 2015      | 1. 1. 2022       | 25. 3. 2022        |          |